# بانزرييغا 1
بانزرييغا 1 (بالألمانية: Panzerjäger I) التي تعني «صيادة الدبابة» وهي مدمرة دبابات ألمانية استخدمت خلال الحرب العالمية الثانية في فترة ما بين 1940-1943، وهي عبارة عن تركيب المدفع التشيكي 4,7 سم باك (تي) المضاد للدبابات على هيكل دبابة بانزر 1.

## تاريخ التصنيع والتطوير
عندما تم تصنيع الدبابة الخفيفة بانزر-1 في سنة 1934 كان ينوى استخدامها للتدريب فقط، واضطروا إلى إدخالها في تشكيلات عسكرية مقاتلة لسبب بسيط هو عدم وجود دبابات أثقل وأفضل منها الآن بأعداد كبيرة ومؤثرة، لكن البانزر 1 طاقمها مجرد رجلين مسلحين لرشاش فقط وكانوا محميين بشكل ضعيف من درع رقيق السمك، ومعظمها تم إخراجه من الخدمة سنة 1940 (لكن بعضها بقي للتدريب)، ولذلك ظهرت الفرصة القائمة على تحويل هذه الهياكل غير اللازمة إلى المدفع ذاتي الحركة الألماني الأول.
و تم التقرير مسبقا على أن بعض أشكال المدفعية ذاتية الحركة يمكن أن تكون ذات فائدة كبيرة للوحدات المضادة للدبابات حيث بعض الأشكال الأخرى تستخدم برج مدفعي.
تم تصنيع وتطوير هذه النسخة الأولى عبر تركيب المدفع التشيكي 3.7 سم باك 36/35 على هيكل البانزر 1 عديم البرج ولكن لم تتبنَ في خطوط التصنيع بسبب أن مدفعها لا يستطيع التعامل بشكل كبير مع الدروع السميكة، وهكذا تم تركيب مدفع تشيكي اخر هو 47 مم (عيار) وتم تبني هذا المخطط ودفعه إلى خطوط الإنتاج والتجميع باسم (Panzerjäger I für 4.7-cm Pak(t والهيكل كان لدبابة البانزر 1 أوسف بي.
|                | المقدمة                 | الجانب                  | المؤخرة               | أعلى / أسفل      |
| درع المدفع     | 14.5 ملم (0.57 انش)/27° | 14.5 ملم (0.57 انش)/27° | لا يوجد               | لا يوجد          |
| البنية الفوقية | 13 ملم (0.51 انش)/22°   | 13 ملم (0.51 انش)/12°   | 13 ملم (0.51 انش)/0°  | 6 ملم (0.24 انش) |
| البدن          | 13 ملم (0.51 انش)/27°   | 13 ملم (0.51 انش)/0°    | 13 ملم (0.51 انش)/17° | 6 ملم (0.24) انش |

## الأداء
المدفع التشيكي كان قويا وسلاح ضرب قوي وقادر على اختراق أكثر الدروع، وصنعت شركة ألكيت ا جي Alkett AG، وكان السائق يحتل نفس مكان السائق في البانزر 1 وخدم رجلين المدفع وحملت حوالي 74 قذيفة ويمكن حمل أكثر من ذلك وخدمت هذه المركبة في شمال أفريقيا والمسرح السوفيتي وكانت ذات تأثير كبير وقوي على دبابات العدو، ولكن طاقمها كان غير محمي وكان هدفا سهلا لذلك سحبت وخدمت في البلقان كاملا كمركبة لوأد أي تمرد مسلح في تلك الدول.
و نزع المدفع في سنوات الحرب الأخيرة وأصبحت ناقلة إمدادات، وقليل خدم بالمدفع بعد أواسط سنة 1944. 

## المدفع
تم تركيب المدفع على جسم البانزر 1 عديم البرج عند حلقة البرج وأحيطت بدرع للحماية مفتوح من الأعلى والخلف.

## التنظيم القتالي
نظمت مدمرات بانزرييغا 1 على شكل كتائب مضادة للدروع في كل كتيبة 3 سريا وفي كل سرية 9 مدمرات بانزرييغا 1 بمجموع 27 مدمرة دبابات للكتيبة الواحدة.

## الخصائص
بانزرييغا 1
- الطاقم : 3
- الوزن : 6 طن (13228 باوند)
- المحرك : واحد مايباخ ان ال 38 6 سلندر بنزين يولد 100 حصان
- قياسات : الطول 4.14 م العرض 2.013 م الارتفاع 2.1 م
- الأداء : السرعة 40 كم / سا.